# Festuca rigoi
Festuca rigoi är en gräsart som beskrevs av Rupert Huter. Festuca rigoi ingår i släktet svinglar, och familjen gräs. Inga underarter finns listade i Catalogue of Life.